# Le Guerrier de feu
Pour plus de détails, voir Fiche technique et Distribution.
Le Guerrier de feu (thaï : ฅนไฟบิน, Khon fai bin) est un film thaïlandais réalisé par Chalerm Wongping, sorti en 2006,.
Ce film est un remake du film d'action Tabunfire Talipherng (thaÏ : ตะบันไฟตะไลเพลิ) de 1975.

## Synopsis
Dans les années 1890, dans l'Isan (Nord-Est de la Thaïlande), Siang (Jone Bang Fai) est un guerrier expert en pyrotechnie. C'est un Robin des bois qui vole les buffles des cow-boys malhonnêtes pour les donner aux pauvres. Siang recherche le mystérieux homme tatoué qui a tué ses parents pour se venger…

## Fiche technique
- Titre : Le Guerrier de feu
- Titre original : ฅนไฟบิน (Khon fai bin)
- Titre anglais : Dynamite Warriors[5]
- Réalisation : Chalerm Wongping
- Scénario : Chalerm Wongpim
- Production : Tech Akarapol, Prachya Pinkaew et Sukanya Vongsthapat
- Société de production : Sahamongkol Film International
- Société de distribution : Sahamongkol Film International[6]
- Pays :  Thaïlande
- Genre : Action, comédie, thriller et historique
- Durée : 103 minutes
- Dates de sortie : 
  - Thaïlande : 21 décembre 2006
  - France : 5 octobre 2012

## Distribution[7]
- Dan Chupong (Chupong Changprung / ชูพงษ์ ช่างปรุง) : Siang (Jone Bang Fai / โจรบั้งไฟ / บักเซียง)
- Puttipong Sariwat (Leo Put) (พุฒิพงศ์ ศรีวัฒน์) : Seigneur Waeng (Maître Wang / พระยาแหว่ง), fabricant de tracteurs
- Samart Payakaroon (สามารถ พยัคฆ์อรุณ) : Nai Hoi Singh (นายฮ้อยสิงห์)
- Panna Rittikhrai (พันนา ฤทธิไกร) : Nai Hoi Dam, le magicien noir (ปอบดำ)
- Kanyapak Suwannakoot (กัญญาภัค สุวรรณกูฎ) : E'sao (อีสาว)[8]
- Somdej Keawlue (สมเดช แก้วลือ) : Le voleur (โจรก่องข้าวน้อย)
- Amporn Pankratok (อัมพร ปานกระโทก) : Takerd (ตาเกิด)
- Ampon Rattanawong (อำพล รัตนวงศ์) : Kaan (คาน)
- Wichai Prommajan (ต๋อง ชวนชื่น) : Paen (แผน)
- Namfon Pakdee (น้ำฝน ภักดี) : Sommor (ส้มม่อ)
- Pantipa Rachoo (พรรณทิพา ราชู) : Sewey (เซเว)
- Jaran Ngamdee (จรัล งามดี) : Naai Jan (นายจัน)
- Saensak Muangsurin (แสนศักดิ์ เมืองสุรินทร์) : ครูมวย / หมอบั้งไฟ